# Roger Pyttel
Roger Pyttel (Wolfen, 8 maggio 1957) è un ex nuotatore tedesco orientale.

## Carriera
Fortemente specializzato nella farfalla, annovera nel proprio palmarès una medaglia d'argento ed una di bronzo ai Giochi Olimpici, sei medaglie d'oro conquistate ai campionati mondiali e cinque agli europei.

## Palmarès
- Giochi olimpici estivi

Mosca 1980: argento nei 100m farfalla e bronzo nei 200m farfalla.
- Mondiali

Belgrado 1973: argento nella 4x100m misti, bronzo nei 200m farfalla e nella 4x100m stile libero.
Cali 1975: argento nei 100m e 200m farfalla.
Berlino 1978: bronzo nei 200m farfalla.
- Europei

Vienna 1974: oro nei 100m farfalla e bronzo nella 4x100m stile libero.
Jönköping 1977: oro nei 100m farfalla, argento nella 4x100m stile libero e bronzo nella 4x200m stile libero.